# حامد الآمدي

نموذج من خط حامد الآمدي

حامد آيتاج الآمدي (بالتركية: Hamid Aytaç) (1309 - 1403 هـ / 1891 - 1982 م) هو خطاط تركي، نسبته إلى آمد المعروفة الآن باسم ديار بكر، ولذلك كان يوقع باسم حامد الآمدي.

## اسمه وتعلُّمه
اسمه الحقيقي هو موسى عزمي بن ذو الفقار آغا، وهو من عائلة فيها عدد من الخطاطين، وكان مولعًا بالخط من الصغر، ويحكي حامد عن نفسه بأنه من فرط هيامه بالخط كتب على هامش المصحف تقليدًا لخط النسخ ممَّا أغضب معلمه وجعله يؤنبه.
درس الخط في المراحل الدراسية الأولى في آمد، ثم انتقل إلى إسطنبول في عام 1324هـ/ 1906م، وهو في سن الخامسة عشرة؛ لدراسة القانون. ثم بعد عام واحد واستجابةً لرغبة أستاذه مدحت بك التحقَ بكلية الفنون الجميلة، وعندما توفي والده اضطُرَّ لترك الدراسة ليعمل في تدريس الخط في إحدى المدارس (مدرسة حديقة المعارف)، التي عرف فيها تلميذه الخطَّاط مصطفى حليم، إضافة إلى العمل خطاطًا في عدد من المطابع كمطبعة الرسومات والمدرسة الحربية والأركان الحربية في حي بايزيد. وكان يعمل في مطبعة الأركان الحربية مع الخطاط أمين أفندي 1300- 1364/ 1883- 1945، وأُرسِل لدراسة علم الخرائط في ألمانيا مدة سنة، وأثناء عمله في مطبعة الأركان الحربية افتتح مكتبًا باسم حامد على الشارع المؤدي لمسجد نورعثمانية، واتضح لمدير المطبعة موسى بك أن حامد يعمل خارج المطبعة فتركها حامد.

## شيوخه وأعماله
أخذ خط الرقعة عن مصطفى عاكف، وخط النسخ على حلمي أفندي، وخط التعليق على خلوصي أفندي.
ترك لنا العديد من الأعمال وقد كتب جميع الخطوط إلا أن أشهر أعماله كانت بخط الثلث الجلي، وله أعمال في جامع شيشلي وجامع أيوب سلطان وفندقلي مُلَّا جلبي، وكتب مصحفين طُبع أحدُهما.

## تلامذته
من تلامذته المعاصرين في تركيا الشيخ حسن شلبي، والشيخ حسين قوتلو، وحسين أكسوز، و فؤاد باشار.
ومن تلاميذه أيضًا الذين أخذوا إجازة الخط عنه: الخطاط العراقي هاشم محمد البغدادي، وقد أجازه مرَّتين الأولى عام 1370هـ/ 1950م، والثانية عام 1372هـ/ 1952م، بإجازة عامة، وكانت الإجازة الثانية إجازة تقديرية وليست إجازة رسمية، وعند وفاة هاشم محمد البغدادي، قال الخطاط حامد الآمدي المقولة المشهورة: «ولد الخط وتوفي في العراق». وكذلك أجاز الخطاطَ العراقي يوسف ذُنُّون عام 1966، ومنحه تقديرًا منه؛ لبروزه في مختلِف فنون الخط. والخطاط السوري عثمان طه عام 1392هـ/ 1973م. والخطاط العراقي مهدي الجبوري عام 1396هـ/ 1976م، والخطاط العراقي د. صلاح الدّين شيرزاد.

## وفاته
توفي في استانبول في 24 رجب 1402 الموافق 18 مايو 1982، ودفن عند قدمي الخطاط حمد الله الأماسي، في مقبرة أبي أيوب الأنصاري.